# Budapeste (livro)
Budapeste é o terceiro romance de Chico Buarque, lançado em 2003 pela editora Companhia das Letras.
Foi adaptado ao cinema em 2009 com direção de Walter Carvalho.

## Enredo
Em Budapeste o narrador José Costa é um ghost-writer, pessoa especialista em escrever cartas, artigos, discursos ou livros para terceiros, sob a condição de permanecer anônimo. Costa escreve os textos na Cunha & Costa Agência Cultural, firma em que é sócio com o seu amigo de faculdade Álvaro Cunha, este especializado em promover o trabalho de José Costa.
Na volta de um congresso de autores anônimos, Costa é obrigado a fazer uma escala imprevista na cidade título do romance, o que desencadeia uma série de eventos que constituem o centro da trama: casado com a apresentadora de telejornais Vanda, Costa conhece Kriska na Hungria, que o apelida de Zsoze Kósta e com quem aprende húngaro - segundo o narrador, "a única língua do mundo que, segundo as más línguas, o diabo respeita". Entre as diversas idas e vindas entre Budapeste e o Rio de Janeiro, a trama se alterna entre o seu enfeitiçamento pela língua húngara e o seu fascínio em ver seus escritos publicados por outros, bem como o seu envolvimento amoroso com Vanda e Kriska.

## Sobre Budapeste
"Budapeste, no exato momento em que termina, transforma-se em poesia." — José Miguel Wisnik
"Chico Buarque ousou muito, escreveu cruzando um abismo sobre um arame e chegou ao outro lado. Ao lado onde se encontram os trabalhos executados com mestria, a da linguagem, a da construção narrativa, a do simples fazer. Não creio enganar-me dizendo que algo novo aconteceu no Brasil com este livro." — José Saramago, Folha de S. Paulo.
"Talvez o mais belo dos três livros da maturidade de Chico, Budapeste é um labirinto de espelhos que afinal se resolve, não na trama, mas nas palavras, como poemas." — Caetano Veloso, O Globo.
"O livro de Chico é uma vertigem. Você é sugado pela primeira linha e levado ao estilo falso-leve, a prosa depurada e a construção engenhosa até sair no fim lamentando que não haja mais, assombrado pelo sortilégio deste mestre de juntar palavras. Literalmente assombrado." — Luis Fernando Verissimo, O Globo.
"Tecnicamente, Budapeste é um romance do duplo, tema clássico na literatura ocidental desde que a identidade do sujeito tornou-se problema e enigma. A questão desfila nas narrativas do século XIX, através dos motivos da sombra, do sósia, da máscara, do espelho, e evolui para a indagação dessa esfinge impenetrável e desencantada que é a própria pessoa como persona e ninguém."
— José Miguel Wisnik

## Recepção da crítica
Budapeste foi bem recebido por escritores, críticos, jornalistas e pelo público; resposta diferente da dos romances anteriores de Chico Buarque, Estorvo (1991) e Benjamim (1995), que provocaram reações mistas junto à crítica especializada.

### Prêmios
O livro recebeu o Prêmio Passo Fundo Zaffari & Bourbon de Literatura de melhor romance em língua portuguesa publicado entre 2003 e 2004, na 11a. Jornada Nacional de Literatura, bem como o Prêmio Jabuti de melhor Livro de Ficção de 2004.